# Ophiorrhiza schultzei
Ophiorrhiza schultzei är en måreväxtart som beskrevs av Theodoric Valeton. Ophiorrhiza schultzei ingår i släktet Ophiorrhiza och familjen måreväxter. Inga underarter finns listade i Catalogue of Life.